# Joan Llort i Badies
Joan Llort i Badies (Guimerà, 21 de gener de 1932 - Santa Coloma de Queralt, 5 de febrer de 2017) fou un religiós català.

## Biografia
Fou ordenat sacerdot el 1962 i inicià el seu ministeri a Constantí. A finals de juny de 1968 va ser nomenat rector de les parròquies dels Omellons i de l'Espluga Calba, càrrec que va exercir fins a l'any 2008. Del 2005 al 2008 també va ser rector de la parròquia dels Omells de na Gaia.
Promotor d'iniciatives culturals, cíviques i socials al servei d'una comunitat eminentment agrícola, entre les quals destaca la creació de la pròspera cooperativa tèxtil John Fil a l'Espluga Calba, que dona feina a més de cent vint persones i que beneficia el poble i tota aquella zona de les Garrigues. El 2000 va rebre el Premi d'Actuació Cívica de la Fundació Lluís Carulla. La Generalitat de Catalunya li atorgà la Creu de Sant Jordi el 2014.